# Zhao Ming
En una onomàstica xinesa Zhao es el cognom i Ming el prenom.
Zhao Ming (xinès simplificat: 赵明) (Jiangdu 1915 - 1999) Guionista i director de cinema xinès.

## Biografia
Zhao Ming va néixer el 20 de gener de 1915 a Jiangdu, Yangzhou, província de Jiangsu (Xina). El 1933, va entrar a estudiar al Departament de Pintura Occidental de l'Acadèmia de Belles Arts de Shanghai. El 1934, es va unir a la Federació Dramàtica d'Esquerres i va exercir com a dissenyador d'art escènic de la companyia. El 1936, es va incorporar a la Shanghai Star Film Company com a assistent d'art. Durant la segona guerra sino-japonesa va participar en les activitats teatrals de l'exercit com actor i directors de diverses obres.

#### Carrera cinematogràfica
Zhao Ming va començar la seva carrera com a director el 1948 quan el guionista Yang Hansheng va proposar a la productora Kunlun Film l'adaptació al cinema del manhua de San Mao (Sanmao) dibuixat per Zhang Leping. Un cop passat el guió per la censura del Guomindang es va començar a rodar el 1948 amb la direcció de Zhao i de Yang Gong, però no es va poder acabar fins a la instauració de la República Popular el 1949, amb el títol de 三毛流浪記, que s'ha traduït a l'anglès de formes diverses: Wanderings of the Three-Hairs the Orphan, The Adventures of San Mao, A Orphan on the Streets, The Winter of Three-Hairs, The Adventures of San Mao the Walf. La pel·lícula va guanyar el Premi del Jurat al 12è Festival Internacional de Cinema de Figueira da Foz, a Portugal i el 14è Premi Internacional Sophoni de la Joventut a Itàlia.
Durant diversos anys va treballar en diferents productores com Cathay Pacific i Kunlun on va coincidir amb directors com Shi Dongshan, Cai Chusheng, Zheng Junli, Chen Liting i Sun Yu entre d'altres. El 1959 va entrar a Shanghai Film Studio a on el 1951 va rodar 团结起来到明天 (United for Tomorrow) basada en els fets reals de 1948 en una de les fàbriques tèxtils de Shanghai on va esclatar una vaga obrera, la pel·lícula representa la lluita dels obrers en els darrers anys del govern del Guomintang. El 1956 va filmar "Railway Guerrilla" amb un guió de l'escriptor Liu Zhixia en base a una novel·la d'aquest. La pel·lícula està basada en fets reals que va passar a la província de Shandong de la Xina durant la Segona Guerra Mundial.
Com a complement de la seva activitat com guionista i director, va dedicar-se a la pedagogia com a director adjunt i professor de l'Acadèmia de Cinema de Pequín.

## Filmografia destacada
| Any  | Títol xinès    | Títol anglès                  |
| ---- | -------------- | ----------------------------- |
| 1949 | 三毛流浪記     | The Adventures of San Mao     |
| 1951 | 团结起来到明天 | United for tomorrow           |
| 1954 | 三年           |                               |
| 1956 | 铁道游击队     | Railway Guerrilla             |
| 1957 | 凤凰之歌       | Phoenix Song                  |
| 1958 | 爱厂如家       |                               |
| 1959 | 绿洲凯歌       |                               |
| 1984 | 青山夕照       | Sunset on the Green Mountains |